# Englos

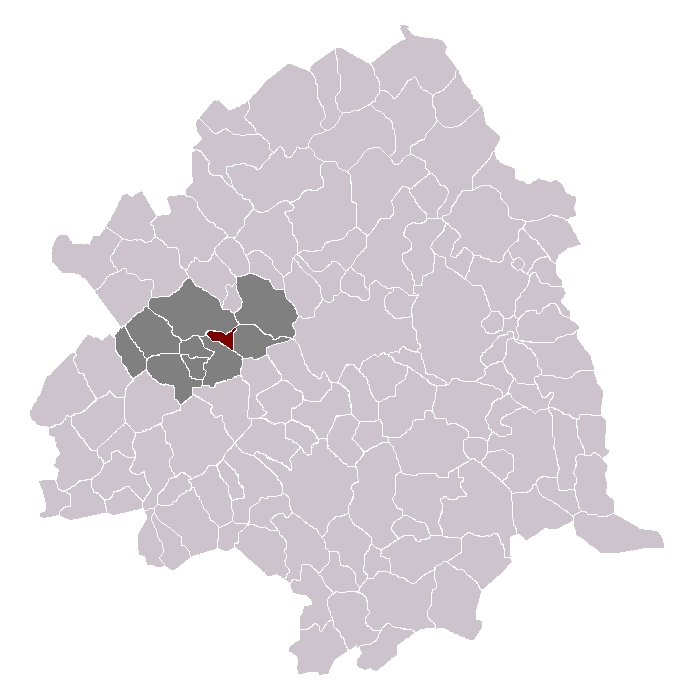
Ubicació d'Englos dins el cantó i el districte

Englos és un municipi francès, situat a la regió dels Alts de França, al departament del Nord. L'any 2006 tenia 559 habitants. Limita al nord-oest amb Ennetières-en-Weppes, al nord-est amb Lomme, a l'oest amb Escobecques, a l'est amb Sequedin i al sud amb Hallennes-lez-Haubourdin.

## Demografia
| 1962                                       | 1968 | 1975 | 1982 | 1990 | 1999 | 2006 |
| ------------------------------------------ | ---- | ---- | ---- | ---- | ---- | ---- |
| 341                                        | 345  | 367  | 436  | 510  | 507  | 559  |
| Des de 1962: població sense dobles comptes |      |      |      |      |      |      |

## Administració
| Període   | Identitat       | Partit |
| --------- | --------------- | ------ |
| 2001-2008 | Jacques Pastour |        |
| 2008-     | Henri Leturgie  |        |